# Болградський провулок
Болгра́дський прову́лок — провулок у Дарницькому районі міста Києва, селище Бортничі. Пролягає вздовж берега озера Вітовець від безіменного проїзду до Вітовецької вулиці до кінця забудови.
Прилучаються Вітовецький, Баштанський провулки та безименний проїзд до Казаровицького провулку.

## Історія
Виник у 2-й половині XX століття, мав назву 4-й провулок Лермонтова, на честь російського поета Михайла Лермонтова.
Сучасна назва на честь міста Болград — з 2022 року.